# Joseph Caventou
Joseph Bienaimé Caventou (1795 – 1877) è stato un chimico francese.

## Biografia
Professore di chimica alla École de Pharmacie di Parigi, ha collaborato con Pierre Joseph Pelletier in un laboratorio parigino situato dietro una farmacia. Fu un pioniere nell'utilizzo di leggeri solventi per isolare numerosi princìpi attivi dalle piante, effettuando uno studio degli alcaloidi dei vegetali. 

## Scoperte
Tra le scoperte di Caventou e Pelletier si annovera l'isolamento dei seguenti composti:
| Anno | Composti isolati    | Fonte                             |
| ---- | ------------------- | --------------------------------- |
| 1817 | Clorofilla          |                                   |
| 1817 | Emetina             | Ipecacuana                        |
| 1818 | Stricnina           | Noce vomica                       |
| 1819 | Brucina             | Noce vomica                       |
| 1820 | Cinconina e chinino | Corteccia dell'albero della china |
| 1821 | Caffeina            |                                   |

Il solfato di chinino in seguito è stato usato nella terapia della malaria. Il chinino è il principio attivo della corteccia dell'albero della china.
Nessuno dei collaboratori scelse di brevettare la scoperta di tali composti, lasciandoli per uso libero. 
Nel 1823 scoprirono l'azoto nei componenti alcaloidi. Altri composti scoperti includono la colchicina e la veratrina.

## Citazioni e omaggi
- A Joseph Caventou è stato dedicato il cratere lunare omonimo.